# Włodzimierz Kaczorowski
Włodzimierz Kaczorowski (ur. 12 września 1945) – polski prawnik i historyk, profesor nauk humanistycznych, profesor zwyczajny Wydziału Prawa i Administracji Uniwersytetu Opolskiego.

## Życiorys
Ukończył studia prawnicze na Wydziale Prawa i Administracji Uniwersytetu Wrocławskiego, historyczne w Wyższej Szkole Pedagogicznej w Opolu oraz Studium Nauczycielskie w Toruniu (geografia). W 2000 uzyskał tytuł naukowy profesora nauk humanistycznych.
Pełnił m.in. funkcje: dyrektora Instytutu Historii Uniwersytetu Opolskiego, kierownika Katedry Historii Państwa i Prawa Wydziału Prawa i Administracji UO, kierownika Pracowni Historii Medycyny i Farmacji Górnego Śląska w Katedrze Historii Państwa i Prawa Wydziału Prawa i Administracji UO, przewodniczącego Rady Programowej Centrum Dokumentacji Dziejów Medycyny i Farmacji Górnego Śląska w Śląskim Uniwersytecie Medycznym w Katowicach, prezesa Oddziału Opolskiego Polskiego Towarzystwa Historycznego.

## Wybrane publikacje
- Sejmy konwokacyjny i elekcyjny w okresie bezkrólewia 1632 r., Opole 1986
- Koronacja Władysława IV Wazy w 1633 roku, Opole 1992
- Bitwa pod Byczyną, Opole 1988
- Senatorowie Rzeczypospolitej uczestniczący w sejmach z lat 1597-1632, Opole 1993
- Zapobieganie epidemii cholery w rejencji opolskiej w latach 1831-1832 w świetle przepisów sanitarno-medycznych, Opole 1996
- Karol Ignacy Lorinser (1796-1853). Lekarz, radca rejencyjny i sanitarny, Katowice 1994
- Dzieje medycyny i farmacji górnośląskiej. Stan badań. Metodologia badań. Katalog źródeł archiwalnych do roku 1945 (współautorzy: J.M. Dyrda, P. Greiner, J. Kornek), Opole 2009
- Smoleńsk 1609-1611. Szkice z dziejów nadgranicznej twierdzy (współautor: J. Byliński), Opole 2012[2]

## Odznaczenia
- Krzyż Kawalerski Orderu Odrodzenia Polski[4]
- Medal Jana Amosa Komeńskiego przyznany przez Narodowe Muzeum Pedagogiczne i Bibliotekę im. J.A. Komeńskiego w Pradze (2014)
- Medal „Zasłużony dla Olimpiady Historycznej” nadany przez Komitet Główny Olimpiady Historycznej w Warszawie (2014)[2]